# Ozero Maloje Tjebatjje
Ozero Maloje Tjebatjje (ryska: Озеро Малое Чебачье) är en saltsjö i Kazakstan.   Den ligger i oblystet Nordkazakstan, i den norra delen av landet, 230 km norr om huvudstaden Astana. Arean är 17,2 kvadratkilometer.